# Straftheorien
Als Straftheorien werden Ansätze in Strafrechtswissenschaft und Rechtsphilosophie bezeichnet, die sich mit der Legitimation sowie mit Sinn und Zweck (staatlichen) Strafens beschäftigen. Fundamentale Überlegungen zur Legitimation der Strafe wurden zunächst in der Rechtsphilosophie des 18. und 19. Jahrhunderts, insbesondere von Cesare Beccaria, Immanuel Kant und Georg Wilhelm Friedrich Hegel sowie in der Strafrechtswissenschaft des 19. Jahrhunderts von Paul Johann Anselm von Feuerbach und Franz von Liszt aufgestellt. Dabei hat sich eine Unterscheidung zwischen absoluten und relativen Straftheorien herausgebildet: Absolute Straftheorien (begründet von Kant und Hegel) betrachten ausschließlich die Tat und ihre bereits eingetretenen Konsequenzen für das Opfer („gestraft wird, weil gefehlt wurde“; Vergeltungsgedanke) und blicken somit in die Vergangenheit. Relative Straftheorien betrachten zukünftige Entwicklungen aufgrund der Auferlegung einer Strafe („gestraft wird, damit nicht nochmals gefehlt werde“; Präventionsgedanke). Sie werden in generalpräventive (Abschreckung der Allgemeinheit durch Strafandrohung und Bestrafung) und spezialpräventive (Besserung des Täters durch die Strafe bzw. Sicherung vor dem Täter durch die Strafe) Varianten unterteilt. Schon Cesare Beccarias straftheoretische Ausführungen enthalten Überlegungen zu beiden Varianten relativer Strafbegründung. Die Theorie der Generalprävention wurde durch Feuerbach näher begründet, die Theorie der Spezialprävention wurde prominent durch Franz von Liszt ausgebaut.
Die heute in der Strafrechtswissenschaft vertretenen Straftheorien nehmen auf diese grundlegenden Ansätze Bezug und entwickeln sie weiter. Hierbei hat sich in der deutschen Lehre und Rechtsprechung weitgehend eine auf beide Ansätze zurückgehende "Vereinigungstheorie" durchgesetzt. Das geltende deutsche Strafrecht hat bestimmte Aspekte dieser Diskussionen in positives Recht überführt. Der Gesetzgeber formuliert dabei z. B. in den einschlägigen Gesetzen des Strafvollzugs (deutsche Strafvollzugsgesetze) oder in § 2 JGG mit der Strafe bezweckte Ziele und nimmt in Vorschriften zur Strafzumessung darauf Bezug (siehe § 46 deutsches StGB „Schuld des Täters“ und Verteidigung der Rechtsordnung).
Von den strafrechtlichen Straftheorien sind die Kriminalitätstheorien der Kriminologie zu unterscheiden. Diese beschäftigen sich mit gesellschaftlichen und individuellen Ursachen kriminellen Verhaltens. Ein Zusammenhang besteht jedoch insofern, als dass zumindest die relativen Straftheorien auch darauf abzielen, Ursachen, die mutmaßlich für die Tatbegehung mitverantwortlich waren, durch die Strafe bzw. deren Vollstreckung für die Zukunft zu vermeiden. Von kriminologischer Seite aus kann wiederum erforscht werden, inwiefern diese Versuche des Strafjustizsystems, durch Strafen spezialpräventiv auf den Täter bzw. generalpräventiv auf die Gesellschaft einzuwirken, erfolgreich sind.

## Absolute Straftheorien der Gerechtigkeit
Absolute Straftheorien (auch: Gerechtigkeitstheorien) betrachten Strafe losgelöst von kriminal- oder gesellschaftspolitischen Zweckerwägungen (lat.: absolutus = losgelöst) als Instrument zur Wiederherstellung von Gerechtigkeit. Sie begreifen Strafe als Ausgleich dafür, dass der Täter durch den Verstoß gegen eine Strafnorm Unrecht verübt hat, sind also repressiv orientiert. Die Kernaussage der absoluten Theorien wird vielfach mit der von Seneca entwickelten Formel punitur, quia peccatum est („Bestraft wird, weil gesündigt wurde.“) zusammengefasst.
Absolute Straftheorien existieren in unterschiedlichen Ausprägungen; man unterscheidet vor allem die Vergeltungs- und die Sühnetheorie, wobei zwischen den einzelnen Theorien auch im Schrifttum teilweise nicht klar differenziert wird.

### Die Sühnetheorie
Nach der Sühnetheorie gibt Strafe dem Täter die Möglichkeit, sich durch Buße wieder mit der Rechtsordnung zu versöhnen. An dieser Theorie wird vielfach kritisiert, dass Sühne Freiwilligkeit voraussetzt, die jedoch bei einer vom Staat aufgezwungenen Strafe nicht existiert.

### Die Vergeltungstheorie
Die Vergeltungstheorie, die maßgeblich durch Immanuel Kant und Georg Wilhelm Friedrich Hegel geprägt wurde, begreift Strafe demgegenüber als Vergeltung für das vom Täter verübte Unrecht. Strafe habe die Funktion, den Rechtsbruch und die Schuld des Täters auszugleichen. Zu diesem Zweck erhält der Täter eine Strafe, deren Dauer und Härte mit der Tat vergleichbar ist. Unterschiedlicher Auffassung waren Kant und Hegel darüber, ob sich auch die Art der Strafe an der Straftat orientiert. Kant orientierte sich stark am Talionsprinzip und ging davon aus, dass die Strafe auch ihrer Art nach der Tat entsprechen muss (Auge um Auge). Hegel forderte demgegenüber lediglich eine Wertgleichheit von Strafe und Tat und verlangte eine Restaurierung des Rechts durch eine „Negation der Negation“.
Als Vorteil dieser Theorie gilt der Umstand, dass sie die Höhe der Strafe anhand der begangenen Tat bemisst. Dies kann richterliche Willkür, wie etwa die Statuierung eines Exempels, verhindern und wirkt somit auch freiheitsbewahrend. Bei Tatschuldausgleich kann nunmehr auch das Ausmaß der persönlichen Schuld mitberücksichtigt werden.
Kritisiert wird an der absoluten Straftheorie, dass sie versucht, eine metaphysische Gerechtigkeitsvorstellung zu verwirklichen, deren Konzept in Frage gestellt werden kann. Diesem Konzept steht entgegen, dass viele heutige Staaten die Legitimation ihrer Gewalt von den Bürgern und nicht von Gott ableiten. Die absolute Straftheorie hat dabei Auswirkungen, die nicht dem Interesse des Einzelnen entsprechen:
- Die absolute Straftheorie fordert auch dann eine Strafe, wenn diese gesellschaftlich nicht notwendig ist. So vertrat etwa Kant die Ansicht, dass – auch wenn der Staat und die Gesellschaft sich auflösten – noch „der letzte im Gefängnis befindliche Mörder vorher hingerichtet werden [müsste], damit jedermann das widerfahre, was seine Taten wert sind, und die Blutschuld nicht auf dem Volke hafte, das auf diese Bestrafung nicht gedrungen hat“.[6]
- Die Verfolgung der Vergeltungstheorie kann in der Praxis zu sozial unerwünschten Folgen führen, wie etwa Sozialisationsschäden, die oft Ursache für die Verübung von Verbrechen sind.[7] Die Gesellschaft würde somit vor Verbrechen unter Umständen nicht stärker, sondern eventuell sogar weniger geschützt.
- Das Schuldprinzip beruht auf der Unterstellung der bisher nicht bewiesenen Willensfreiheit des Menschen und gründet auf der Behauptung, der Täter hätte im Willen anders handeln können, schwerste Sanktionen. Auch folgt aus dem Prinzip der Eigenverantwortung nicht die staatliche Zwangsstrafe, sondern die freiwillige Übernahme einer Buße.
- Ob es sich um eine Wiederholungstat handelt, hat keinen Einfluss auf das Strafmaß, da jede Tat individuell und nach dem Talionsprinzip vergolten wird.
- Manche Taten lassen sich nicht vergelten (z. B. Brandstiftung oder Massenmord).

Darüber hinaus wird kritisiert, eine bloße Vergeltungsfunktion genüge nicht zur Rechtfertigung von Strafe. Sie vernachlässige, dass die Funktion des Strafrechts im Schutz von Rechtsgütern besteht. Auch sei das Strafrecht nicht dazu berufen, absolute Gerechtigkeit zu gewährleisten.

## Relative Straftheorien
Die relative Straftheorie (lat.: relatus = bezogen auf) hingegen ist präventiv orientiert und dient der Verhinderung künftiger Straftaten. Hiernach legitimiert sich Strafe dadurch, dass sie die Begehung künftiger Straftaten verhindern kann (punitur, ne peccetur). Sie unterteilt sich in Generalprävention und Spezialprävention (auch: Individualprävention).

### Generalprävention
Die Generalprävention zielt auf den Schutz der Allgemeinheit ab. Sie unterteilt sich weiter in positive und negative Generalprävention:
- positiv: Die positive Generalprävention soll das Vertrauen der Gesellschaft in die Rechtsordnung stärken. Dabei lassen sich drei unterschiedliche, ineinander übergehende Ziele und Wirkungen herausarbeiten: die Einübung der Rechtstreue als Lerneffekt; der Vertrauenseffekt, der sich ergibt, wenn der Bürger sieht, dass das Recht sich durchsetzt; und der Befriedigungseffekt, der sich einstellt, wenn sich das allgemeine Rechtsbewusstsein auf Grund der Sanktion beruhigt und den Konflikt mit dem Täter als erledigt ansieht.[10]

- negativ: Die negative Generalprävention soll die Gesellschaft von der Begehung einer Tat abschrecken, indem ins Bewusstsein gerufen wird, welche Strafen folgen können (Anselm von Feuerbach).[10][11]
  - Kritik: Das Abstellen auf generalpräventive Zwecke hat zwar den Vorteil, dass andere Menschen in der Tat von der Begehung von Unrecht abgehalten werden können, allerdings darf nicht übersehen werden, dass viele Straftaten trotz der dem Täter bekannten Strafandrohung aus einem spontanen Entschluss heraus und ohne vernünftige Abwägung hinsichtlich der Folgen begangen werden. Auch noch so hohe Strafandrohungen führen nicht dazu, dass künftig keine Straftaten mehr begangen werden. Darüber hinaus ist zu berücksichtigen, dass es das teils als Ausdruck der Menschenwürde verstandene Schuldprinzip verbietet, einen Täter mit schuldunangemessenen Strafen zu belegen, nur um Abschreckungseffekte bei der Bevölkerung zu erzielen.

### Spezialprävention
Die Spezialprävention zielt im Gegensatz zur Generalprävention nicht auf die Allgemeinheit, sondern vornehmlich auf die Person des Täters selbst ab. Diese Sichtweise wurde maßgeblich von Franz von Liszt geprägt. Vorrangiges Ziel der Spezialprävention ist es, den Täter durch die Strafsanktion zu bessern, ihn also zu resozialisieren. Wo dies als nicht möglich erscheint – von Liszt hatte hier sogenannte „unverbesserliche Gewohnheitstäter“ vor Augen –, sind Straftäter schlimmstenfalls unschädlich zu machen.

## Meinungsstand
Die meisten Verfasser der juristischen Lehrbücher folgen dem Bundesverfassungsgericht und mit ihm der dreifaltigen Vereinigungstheorie.
Die Vereinigungstheorien unterscheiden sich ansonsten je nach persönlicher Schwerpunktsetzung (Franz von Liszt, Claus Roxin, Eberhard Schmidhäuser, Wolfgang Naucke etc.).
Eine einflussreiche Variante der Vereinigungstheorie bietet Roxin mit seiner vorrangig präventiv ausgerichteten Vereinigungstheorie. Er versucht die weitgehend anerkannte Antinomie aufzulösen, dass die drei Strafzwecke gelegentlich zu widersprüchlichen Forderungen führen. So sind etwa die „Auschwitzmörder“ voll resozialisiert. Darauf wird gelegentlich der Einwand gegründet, dass deshalb eine Vereinigungstheorie nicht haltbar sei. Roxin trennt deshalb nach Gesetz, Urteil und Vollzug auf.
Diese rechtfertigen sich durch ihre jeweiligen präventiven Wirkungen:
- die Strafdrohung des Gesetzes durch ihre negativ generalpräventive Wirkung (Abschreckung)
- die Strafverhängung im Urteil durch:
  - ihre positiv generalpräventive (alle 3 Aspekte, vor allem Befriedigungsfunktion),
  - ihre negativ generalpräventive (Glaubhaftmachung der Strafdrohung), sowie
  - ihre positiv spezialpräventive (Strafmaß orientiert sich falls möglich an Resozialisierungsgesichtspunkten)
- und der Strafvollzug durch die spezialpräventive Wirkung (Resozialisierung)

In der deutschen Rechtsprechung zeigt sich im Rahmen der Strafzumessung in Anwendung des § 46 StGB eine Vereinigung dieser Theorien, und zwar als vorrangig vergeltende Vereinigungstheorie: So wird an § 46 Abs. 1 Satz 1 StGB die Vergeltungstheorie als Grundlage der Strafe festgemacht. Danach ist in anderer Weise zu differenzieren: Die Schuld bildet „die Grundlage für die Zumessung der Strafe“. Der Schuldidee gebührt danach also der Vorrang, jedenfalls für die Strafzumessung. Nach Satz 2 desselben Paragraphen ist auch der Aspekt der positiven Spezialprävention zu berücksichtigen. § 47 Abs. 1 StGB stellt für den Ausnahmefall der Verhängung kurzer Freiheitsstrafen auch auf generalpräventive Wirkungen ab. Die Ableitung des Vergeltungsprinzips aus § 46 Abs. 1 Satz 1 StGB wird wiederum von Roxin kritisch hinterfragt. Nur zur Bestimmung der Obergrenze will er die Schuld heranziehen.
Aufgrund der oben benannten Nachteile werden absolute Straftheorien heute von erheblichen Teilen der Lehre abgelehnt, und nur Restelemente wie der Schuldbegriff verwendet. Die unterschiedlichen Lehrmeinungen, die häufig auch den Gedanken der „Integrationsprävention“ verwenden, drängen dabei den Aspekt der Strafgerechtigkeit zumindest zurück und sehen das Strafrecht vor allem als gesellschaftliche Aufgabe. Das Schuldprinzip verfügt jedoch über Verfassungsrang (nulla poena sine culpa). Deshalb entfernen sich zumindest diejenigen Straftheorien vom geltenden Recht, die das Schuldprinzip nicht nur weit ausdehnen, etwa mithilfe eines „sozialen“ Schuldbegriffs, sondern die Schuld ausdrücklich durch eine soziale Zurechnung ersetzen. Sie bieten dann eigenständige „Strafphilosophien“.
An die Rechtsphilosophie Hegels und dessen Grundgedanken der wechselseitigen Anerkennung lehnen sich andererseits mit unterschiedlichen Eigenheiten Kurt Seelmann, Michael Köhler, Felix Herzog, Ernst Amadeus Wolff, Rainer Zaczyk, Frauke Rostalski und Günther Jakobs an. So erklärt Köhler etwa, mit Hegel müsse der Täter unter sein eigenes Recht subsumiert werden. Nur so beruhe Strafe auf der Anerkennung des Täters als Rechtssubjekt. Somit werde der Täter durch Schuldspruch und Strafe, wie Hegel es formuliert hat „geehrt“.
Günther Jakobs entwickelt zudem den viel diskutierten Begriff des Feindstrafrechts.

## Sicht des deutschen Bundesverfassungsgerichts

### Vereinigungstheorie
Die so genannte Vereinigungstheorie, samt der Kritik an ihren Elementen, greift das Bundesverfassungsgericht 1977 als maßgeblichen gesellschaftlichen Konsens auf und stützt sich dabei auf die damalige deutsche Strafrechtswissenschaft. In seiner von ihm selbst auch immer wieder zitierten Leitentscheidung betont das Bundesverfassungsgericht (BVerfGE 45, 187 ff. [253 f.]) zunächst in Kurzform: „Schuldausgleich, Prävention, Resozialisierung des Täters, Sühne und Vergeltung für begangenes Unrecht werden als Aspekte einer angemessenen Strafsanktion bezeichnet“.
Anschließend fügt es mit Blick auf die (zu entschärfende damalige) lebenslange Freiheitsstrafe an (BVerfGE 45, 187 ff. [254–259]):
„Wenn es oberstes Ziel des Strafens ist, die Gesellschaft vor sozialschädlichem Verhalten zu bewahren und die elementaren Werte des Gemeinschaftslebens zu schützen (‚allgemeine Generalprävention‘), so muß bei der hier erforderlichen Gesamtbetrachtung zunächst von dem Wert des verletzten Rechtsguts und dem Maß der Sozialschädlichkeit der Verletzungshandlung – auch im Vergleich mit anderen unter Strafe gestellten Handlungen – ausgegangen werden. Das Leben jedes einzelnen Menschen gehört zu den höchsten Rechtsgütern. Die Pflicht des Staates, es zu schützen, ergibt sich bereits unmittelbar aus Art. 2 II 1 GG. Sie folgt darüber hinaus aus der ausdrücklichen Vorschrift des Art. 1 I 2 GG. […]
Die negativen Gesichtspunkte lassen sich herkömmlicherweise mit dem Begriff der Abschreckung anderer umschreiben, die in Gefahr sind, ähnliche Straftaten zu begehen (‚spezielle Generalprävention‘)
[…] Auch die allgemeinen empirischen Untersuchungen zur Abschreckungsproblematik sind […] hinsichtlich ihrer methodischen Zuverlässigkeit, Verallgemeinerungsfähigkeit und damit Aussagefähigkeit mit Vorbehalten zu versehen.
[…] Der positive Aspekt der Generalprävention wird gemeinhin in der Erhaltung und Stärkung des Vertrauens in die Bestandskraft und Durchsetzungskraft der Rechtsordnung gesehen […]. Es gehört zu den Aufgaben der Strafe, das Recht gegenüber dem vom Täter begangenen Unrecht durchzusetzen, um die Unverbrüchlichkeit der Rechtsordnung vor der Rechtsgemeinschaft zu erweisen und so die Rechtstreue der Bevölkerung zu stärken. Zwar gibt es auch hierzu bisher keine fundierten Effizienzuntersuchungen. Wahrscheinlich lassen sich bei der schwersten Tötungskriminalität verbrechensmindernde Wirkungen aus einer bestimmten Strafandrohung oder Strafpraxis überhaupt nicht meßbar nachweisen. Hingegen gibt es hinreichend sichere Anhaltspunkte dafür, daß die Androhung und Verhängung der lebenslangen Freiheitsstrafe für den Rang von Bedeutung sind, den das allgemeine Rechtsbewußtsein dem menschlichen Leben beimißt.
[…] In der Höhe der angedrohten Strafe bringt der Gesetzgeber sein Unwerturteil über die mit Strafe bedrohte Tat zum Ausdruck. Durch dieses Unwerturteil trägt er wesentlich zur Bewußtseinsbildung in der Bevölkerung bei. Gerade eine so schwerwiegende Strafe wie die lebenslange Freiheitsstrafe ist besonders geeignet, im Bewußtsein der Bevölkerung die Erkenntnis zu festigen, daß das menschliche Leben ein besonders wertvolles und unersetzliches Rechtsgut ist, das besonderen Schutz und allgemeine Achtung und Anerkennung verdient. Durch die Bildung dieses Bewußtseins wird in der Bevölkerung ganz allgemein die Hemmung erhöht, menschliches Leben zu gefährden, insbesondere aber vorsätzlich zu vernichten.
[…] Es ist jedoch eine nach dem gegenwärtigen Stand der kriminologischen Forschung offene Frage, ob auch eine 30-jährige oder 25-jährige oder gar nur 20-jährige Freiheitsstrafe eine ausreichende generalpräventive Wirkung zu erzielen vermöchte. Bei dieser Sachlage hält sich der Gesetzgeber im Rahmen seiner Gestaltungsfreiheit, wenn er sich nicht nur auf die negativen Gesichtspunkte der Generalprävention … beschränkt, sondern auch den dargelegten Wirkungen der lebenslangen Freiheitsstrafe für das allgemeine Rechtsbewußtsein Bedeutung beimißt, die von der Androhung einer zeitigen Freiheitsstrafe nicht ausgehen würden.
[…] Der Strafzweck der negativen Spezialprävention durch Sicherung vor dem einzelnen Täter kann durch dessen Verwahrung auf Lebenszeit vollkommen erreicht werden. Ob aber der lebenslange Vollzug der Freiheitsstrafe aus Sicherheitsgründen auch notwendig ist, hängt von der Rückfallgefahr ab. […]
Die Verhängung der lebenslangen Freiheitsstrafe widerspricht bei Berücksichtigung der bisherigen Gnadenpraxis und der gebotenen Verrechtlichung des Strafaussetzungsverfahrens nicht dem verfassungsrechtlich fundierten Resozialisierungsgedanken (positive Spezialprävention). Der zu lebenslanger Freiheitsstrafe verurteilte Mörder hat grundsätzlich die Chance, nach Verbüßung einer gewissen Strafzeit wieder in die Freiheit zu gelangen. Auch für ihn wirkt sich das im Strafvollzugsgesetz gesicherte Resozialisierungsziel positiv aus. Dadurch wird sichergestellt, daß er bei einer späteren Entlassung noch lebenstüchtig und wieder eingliederungsfähig ist. Lediglich bei Tätern, die für die Allgemeinheit gefährlich bleiben, kann das Resozialisierungsziel des Strafvollzugs nicht zum Tragen kommen. Das beruht aber nicht auf der Verurteilung zu lebenslanger Strafe, sondern auf den besonderen persönlichen Verhältnissen des betreffenden Verurteilten, die eine erfolgversprechende Resozialisierung auf Dauer ausschließen.
[…] Was schließlich die Strafzwecke des Schuldausgleichs und der Sühne betrifft, so entspricht es dem bestehenden System der Strafsanktionen, daß der Mord wegen seines extremen Unrechts und Schuldgehalts auch mit einer außergewöhnlich hohen Strafe geahndet wird. Diese Strafe steht ferner mit der allgemeinen Gerechtigkeitserwartung im Einklang. Folgerichtig hat der Gesetzgeber für die Vernichtung menschlichen Lebens in der besonders verwerflichen Form des Mordes die höchste ihm zur Verfügung stehende Strafe angedroht.
[…] Die Sühnefunktion der Strafe ist zwar in einer Zeit, in der der Gedanke der ‚defense sociale‘ immer mehr in den Vordergrund gestellt wird, lebhaft umstritten. Hält der Gesetzgeber die Sühne weiterhin für einen legitimen Strafzweck, so kann er sich davon leiten lassen, daß der Straftäter mit der Vernichtung eines menschlichen Lebens durch Mord schwerste Schuld auf sich geladen hat und seine Wiedereingliederung in die Rechtsgemeinschaft eine Schuldverarbeitung voraussetzt, die auch durch eine sehr lange Freiheitsstrafe mit der Chance vorzeitiger Entlassung ermöglicht wird.“

### Schuld und Sühne
Im Lissabon-Urteil erklärt das Bundesverfassungsgericht (BVerfGE 123, 267 Absatz-Nr. 350) zudem:
„Auf dem Gebiet der Strafrechtspflege bestimmt Art. 1 Abs. 1 GG die Auffassung vom Wesen der Strafe und das Verhältnis von Schuld und Sühne (vgl. BVerfGE 95, 96, 140). Der Grundsatz, dass jede Strafe Schuld voraussetzt, hat seine Grundlage damit in der Menschenwürdegarantie des Art. 1 Abs. 1 GG (vgl. BVerfGE 57, 250, 275; 80, 367, 378; 90, 145, 173). Das Schuldprinzip gehört zu der wegen Art. 79 Abs. 3 GG unverfügbaren Verfassungsidentität, die auch vor Eingriffen durch die supranational ausgeübte öffentliche Gewalt geschützt ist.“
Allerdings ist darauf hinzuweisen, dass das enge Strafverständnis nicht das Sonderrecht der – rein präventiven – „Maßregeln der Besserung und Sicherung“ mit erfasst, zu welchem auch die allein auf die fortdauernde Gefährlichkeit ausgerichtet Sicherungsverwahrung gehört, obgleich das Strafgesetzbuch selbst diese so genannte „zweite Spur“ der Sanktionen regelt (§§ 61 ff StGB).

## EU-Europa und der deutsche Sonderweg
Das Bundesverfassungsgericht (BVerfGE 123, 267=NJW 2009, 2267 ff., 2274 Absatz-Nr. 253 und 2287 Absatz-Nr. 355 ff) verweist im Lissabon-Urteil für die Strafrechtspflege und für die tragende Bedeutung des Sühne- und Schuldprinzips auf die Subsidiaritätsklausel (des Art. 5 Abs. 2 EGV; Art. 5 Abs. 1 Satz 2 und Abs. 3 des Vertrags über die Europäische Union in der Fassung des Vertrags von Lissabon EUV-Lissabon) und erklärt (in Absatz-Nr. 253) „Die Strafrechtspflege ist, sowohl was die Voraussetzungen der Strafbarkeit als auch was die Vorstellungen von einem fairen, angemessenen Strafverfahren anlangt, von kulturellen, historisch gewachsenen, auch sprachlich geprägten Vorverständnissen und von den im deliberativen Prozess sich bildenden Alternativen abhängig, die die jeweilige öffentliche Meinung bewegen (…). Die diesbezüglichen Gemeinsamkeiten, aber auch die Unterschiede zwischen den europäischen Nationen belegt die einschlägige Rechtsprechung des Europäischen Gerichtshofes für Menschenrechte zu den Garantien im Strafverfahren (…). Die Pönalisierung sozialen Verhaltens ist aber nur eingeschränkt aus europaweit geteilten Werten und sittlichen Prämissen normativ ableitbar. Die Entscheidung über strafwürdiges Verhalten, über den Rang von Rechtsgütern und den Sinn und das Maß der Strafandrohung ist vielmehr in besonderem Maße dem demokratischen Entscheidungsprozess überantwortet (vgl. BVerfGE 120, 224, 241 f.). Eine Übertragung von Hoheitsrechten über die intergouvernementale Zusammenarbeit hinaus darf in diesem grundrechtsbedeutsamen Bereich nur für bestimmte grenzüberschreitende Sachverhalte unter restriktiven Voraussetzungen zu einer Harmonisierung führen; dabei müssen grundsätzlich substantielle mitgliedstaatliche Handlungsfreiräume erhalten bleiben.“

## Frankreich, Italien
Diese beiden romanischen Länder betonen ihre politische Staatsraison und setzen auf die Idee von der Sozialverteidigung – „défense sociale“ (Marc Ancel, vgl. auch Michel Foucault) beziehungsweise „difesa sociale“ (Grammatica) – und legen weniger Gewicht auf das Schuldprinzip.

## USA, England
Der US-Philosoph Joel Feinberg entwickelt, seiner vorherrschenden Rechtskultur entsprechend, einen liberalistischen Ansatz. Auch die ebenso einflussreichen Rechtsphilosophen John Rawls und H. L. A. Hart werden mit ihren Begründungen von „punishment“ als Liberalisten eingeordnet.